# Pfarrkirche Allerheiligen (Innsbruck)

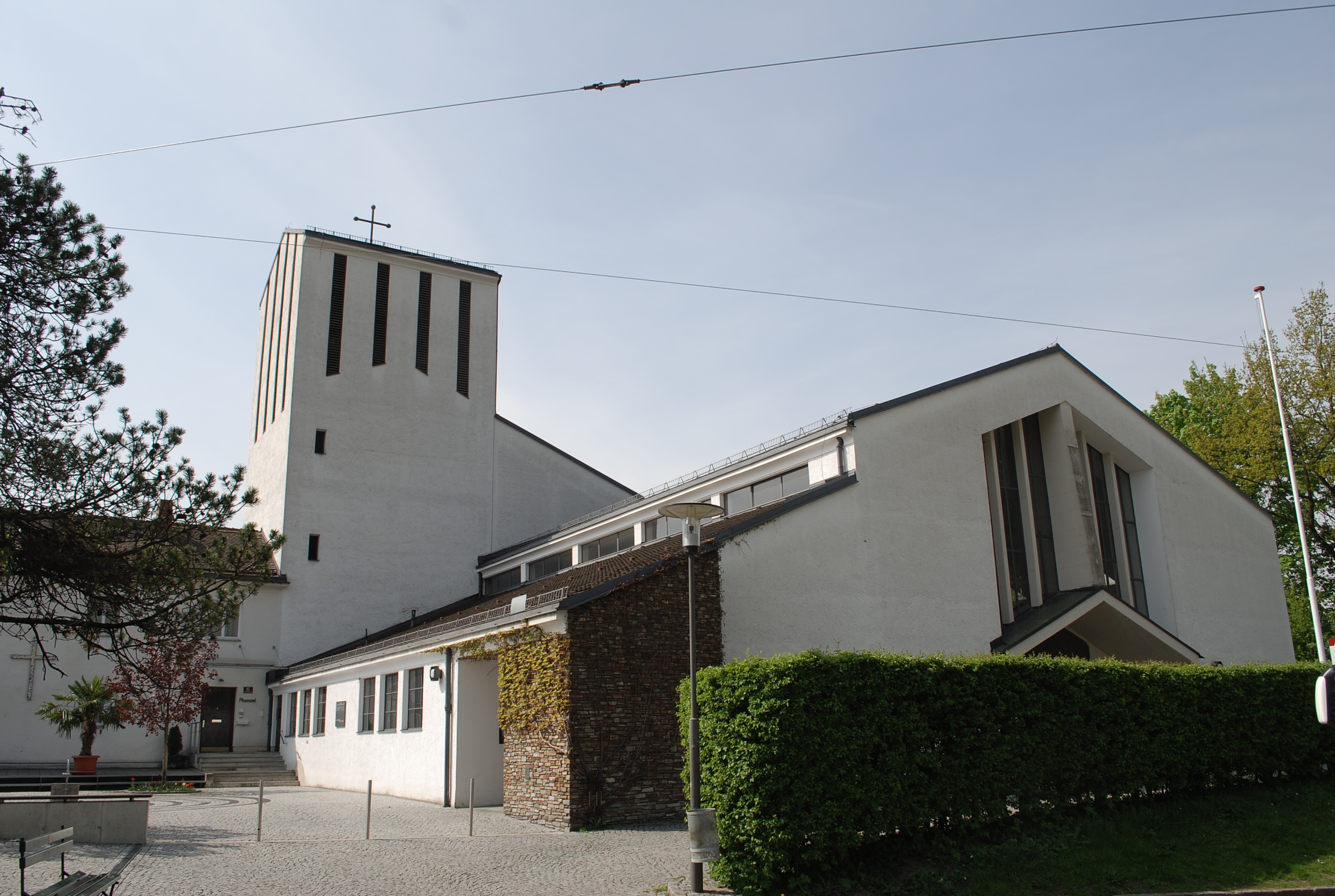
Das Pfarrzentrum von Norden

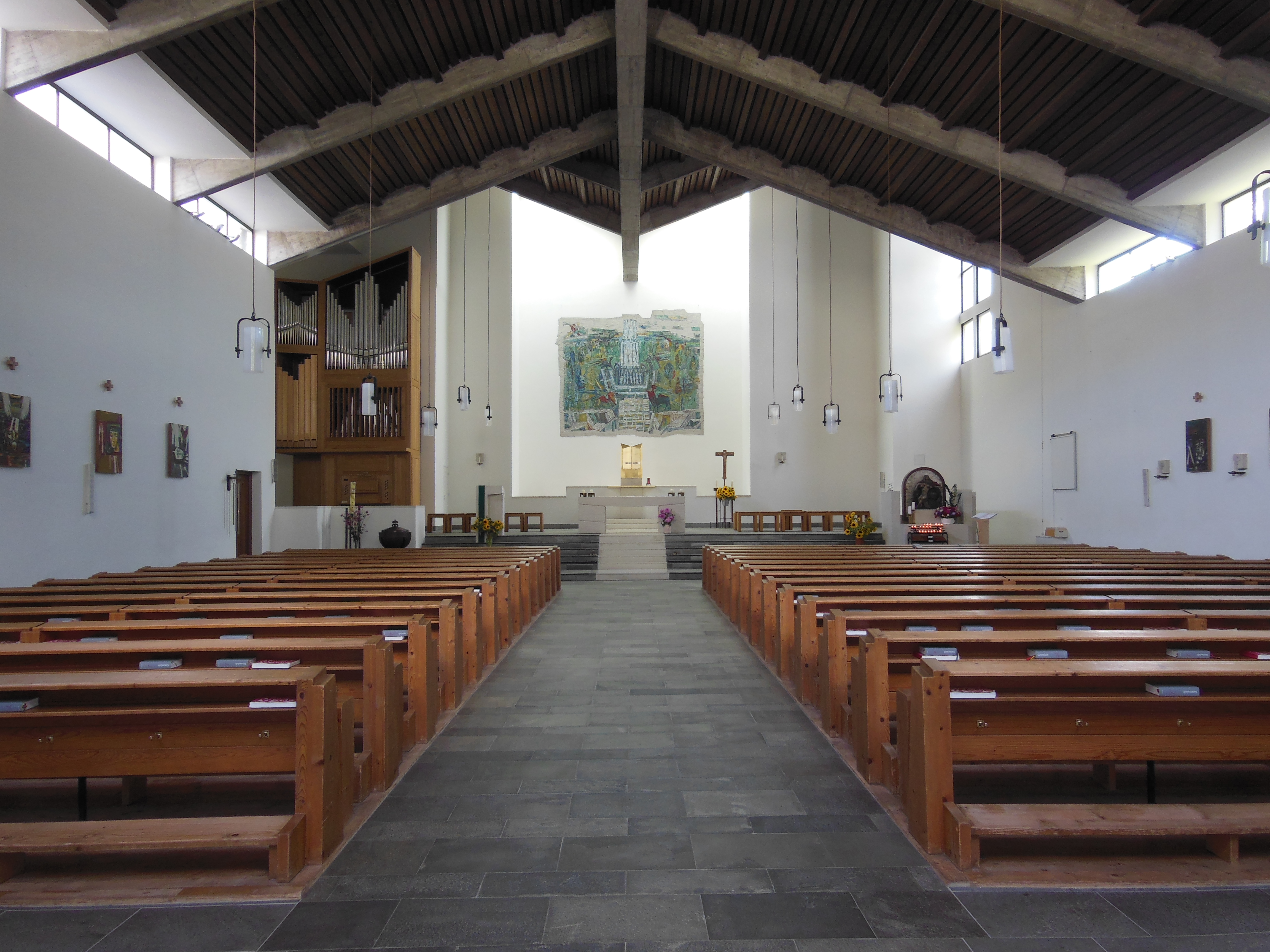
Innenraum

Die Pfarrkirche Allerheiligen ist eine römisch-katholische Kirche im Innsbrucker Stadtteil Allerheiligen. Sie wurde in den Jahren 1963–1965 nach den Plänen des Tiroler Architekten Clemens Holzmeister erbaut und 1965 eingeweiht.

## Geschichte
Bereits 1375 wurde ein christlicher Sakralbau auf dem Gebiet der heutigen Pfarre Allerheiligen erwähnt. Dieser war vermutlich eine Kapelle aus dem 8. Jahrhundert, die dem hl. Korbinian gewidmet war, über die aber wenig bekannt ist. Eine Weihe einer Allerheiligenkirche ist erstmals am 13. April 1375 erwähnt. Sie befand sich neben der alten Landstraße (heute Schneeburggasse) und wurde im 18. Jahrhundert abgerissen. Der Bau von Arbeitersiedlungen im Westen Innsbrucks ab 1935 führte zur Errichtung einer Notkirche, die 1936 dem hl. Georg geweiht wurde. Vermehrter Bevölkerungszuwachs nach dem Zweiten Weltkrieg machte einen Kirchenneubau notwendig. Clemens Holzmeister plante die Kirche als Burg Gottes weithin sichtbar und mit einem Pfarrzentrum, das einen zentralen Hof umgibt. Am 12. Dezember 1965 wurde die Kirche allen Heiligen geweiht.
In den Jahren 2000–2003 wurde das Pfarrzentrum renoviert, unter anderem der Pfarrsaal direkt vom Pfarrplatz her zugänglich gemacht. Von 2008 bis 2012 wurde der Altarraum erneuert und an die Anforderungen des Zweiten Vatikanischen Konzils angepasst. Im Zuge dessen wurde 2011 auch das Orgelprovisorium durch eine Orgel des Tiroler Orgelbauers Christian Erler ersetzt.

## Kunst
Die Kirche beherbergt einen Kreuzweg und ein Mosaik des Künstlers Richard Kurt Fischer.